# Narethaparkiet
De narethaparkiet (Northiella narethae) is een vogel uit de familie Psittaculidae (papegaaien van de Oude Wereld). De soort wordt door BirdLife International beschouwd als de ondersoort N. h. narethae van de roodbuikparkiet.

## Herkenning
De vogel is 28 cm lang en weegt 74 tot 106 g. Van boven is de vogel grijs tot olijfkleurig bruin, de voorkant van de kop is blauw. De uiteinden van de vleugeldekveren zijn blauw, de handpennen donkerpaars. De buik is geel (daar waar de roodbuikparkiet rood is).

## Verspreiding en leefgebied
Deze soort komt voor van zuidoostelijk West-Australië tot zuidwestelijk Zuid-Australië.